# 中野区立桃園第二小学校
中野区立桃園第二小学校（なかのくりつ ももぞのだいにしょうがっこう）は、東京都中野区中野六丁目にある公立小学校。

## 沿革
- 1917年9月3日 - 中野町中野（後の中野区文園町、中野6丁目）に桃園尋常小学校分教場を置く
- 1921年4月1日 - 東京府豊多摩郡中野町立桃園第二尋常小学校として独立
- 1941年4月1日 - 東京府東京市立桃園第二国民学校と改称
- 1943年4月1日 - 東京都桃園第二国民学校と改称
- 1946年3月25日 - 東中野国民学校を統合
- 1947年4月1日 - 中野区立桃園第二小学校と改称
- 1951年4月5日 - 中野区立中野昭和小学校を分離
- 1980年 - 鳥山敏子が4年生を対象に「ニワトリを殺して食べる授業」を開始

## 交通
- 最寄り駅 中央・総武線（各駅停車） 中野駅・東中野駅、東京メトロ東西線 落合駅、西武新宿線 新井薬師前駅

## 著名な出身者
- 野平健一
- 本橋成一

## 関連事項
- 東京都小学校一覧
- 中野区立桃園小学校
- 中野区立第九中学校